# Virginia National Guard

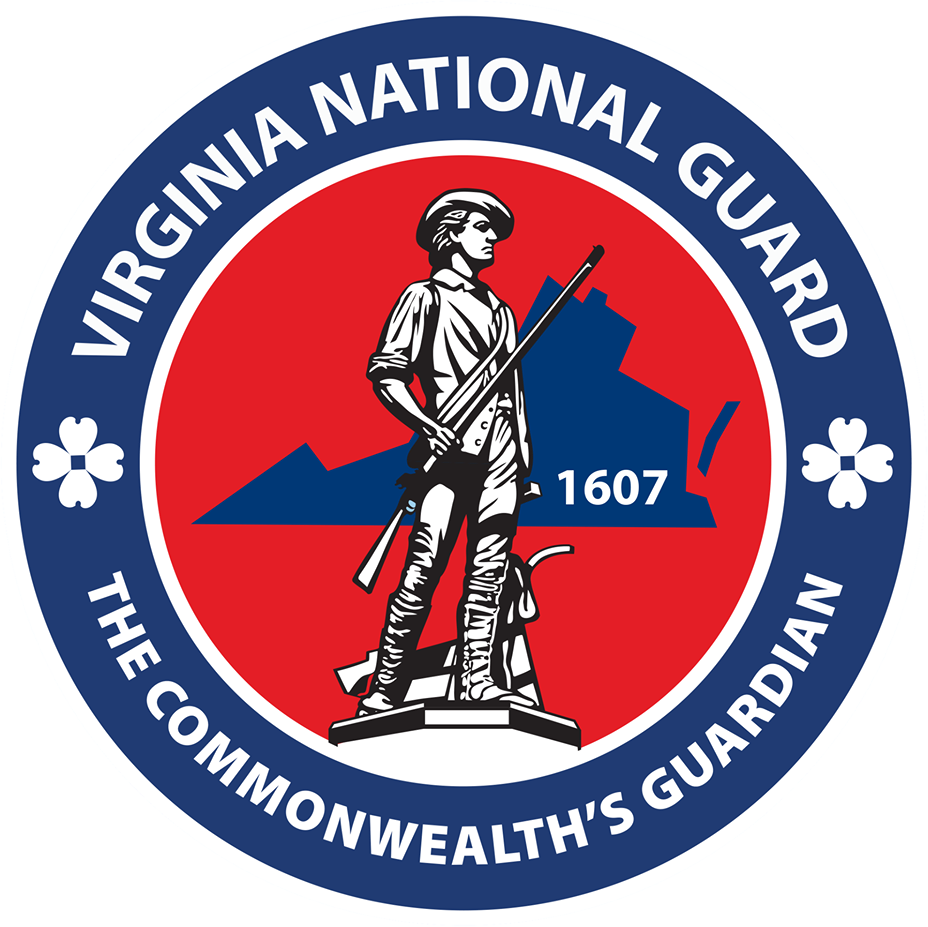
Abzeichen der Virginia National Guard

Die Virginia National Guard des US-Bundesstaates Virginia ist Teil der im Jahr 1903 aufgestellten Nationalgarde der Vereinigten Staaten (akronymisiert USNG) und somit auch Teil der zweiten Ebene der militärischen Reserve der Streitkräfte der Vereinigten Staaten. Das Hauptquartier ist in Sandston, Henrico County, Virginia.

## Organisation
Die Mitglieder der Nationalgarde sind freiwillig Dienst leistende Milizsoldaten, die dem Gouverneur von Virginia und dessen Virginia Department of Military Affairs unterstehen. Bei Einsätzen auf Bundesebene ist der Präsident der Vereinigten Staaten Commander-in-Chief. Adjutant General of Virginia ist seit 2014 Brigadier General Timothy P. Williams. Auf die Nationalgarden der Bundesstaaten kann unter bestimmten Umständen mit Einverständnis des Kongresses die Bundesebene zurückgreifen. Davon zu trennen ist die Staatsgarde, die Virginia Defense Force, die allein dem Bundesstaat verpflichtet ist und 1985 wieder aktiviert wurde.
Die Virginia National Guard besteht aus den beiden Teilstreitkraftgattungen des Heeres und der Luftstreitkräfte, namentlich der Army National Guard und der Air National Guard. Die Virginia Army National Guard hatte 2017 eine Personalstärke von 6876, die Virginia Air National Guard eine von 1302, was eine Personalstärke von gesamt 8178 ergibt.

## Geschichte
Die Virginia National Guard führt ihre Wurzeln auf Milizverbände der Province of Virginia zurück. Von 1607 an existierte die Virginia Militia, 1754 entstand daraus das Virginia Regiment unter ihrem ersten Kommandeur George Washington. Es war das erste professionelle Kolonialregiment, das jemals in der Neuen Welt aufgestellt wurde und erhielt während des Siebenjährigen Krieges den Status eines regulären britischen Armeeregiments. Als die Kolonie Virginia 1775 bei Ausbruch des Amerikanischen Unabhängigkeitskriegs die Aufstellung mehrerer Regimenter anordnete, wurden diese als Virginia Line bezeichnet. Mit Annahme der Unabhängigkeitserklärung der Vereinigten Staaten durch den Kontinentalkongress am 4. Juli des Jahres wurde Virginia einer der dreizehn Gründerstaaten der USA.
US-Präsident James Madison musste im Britisch-Amerikanischen Krieg 1812 nach Virginia fliehen. Während des Sezessionskrieges kämpften Milizverbände Virginias auf beiden Seiten, 1862 kam es zur Abspaltung West Virginias und damit zur offiziellen Gründung einer staatlichen Miliz West Virginias. Die Nationalgarden der Bundesstaaten sind seit 1903 bundesgesetzlich und institutionell eng mit der regulären Armee verbunden; seit der Gründung der Virginia Air National Guard 1941 auch der Luftwaffe. Nationalgardisten leisteten ihren Dienst sowohl im Ersten und Zweiten Weltkrieg als auch im Koreakrieg.
Einsätze der Nationalgarde gab und gibt es auch im Inneren, so bei der Sicherung des Kapitol nach dem Sturm auf das Kapitol in Washington 2021.

## Einheiten

### Virginia Army National Guard
- Fort Pickett Maneuver Training Center, Blackstone, Virginia
  - 34th Civil Support Team
- Camp Pendleton State Military Reservation, Virginia Beach, Virginia
- 29th Infantry Division
  - 116th Infantry Brigade Combat Team – 'Stonewall Brigade'
    - 1st Battalion, 116th Infantry Regiment
    - 3rd Battalion, 116th Infantry Regiment
    - 2nd Squadron (RSTA), 183rd Cavalry Regiment
    - 1st Battalion, 111th Field Artillery Regiment
    - 229th Brigade Engineer Battalion
    - 429th Brigade Support Battalion
- 91st Cyber Brigade
  - 123rd Cyber Protection Battalion
  - 124th Cyber Protection Battalion
- 329th Regional Support Group
  - 276th Engineer Battalion
  - 529th Combat Sustainment Support Battalion
  - 1030th Transportation Battalion
- 2nd Battalion, 224th Aviation Regiment
- 183rd Regiment, Regional Training Institute

### Virginia Air National Guard
- 192d Fighter Wing auf der Joint Base Langley–Eustis, Hampton